# Armenia ai XXIV Giochi olimpici invernali
L'Armenia ha partecipato ai XXIV Giochi olimpici invernali, che si sono svolti dal 4 al 20 febbraio 2022 a Pechino in Cina, con una delegazione composta da 6 atleti. Portabandiera alla cerimonia d'apertura sono stati la pattinatrice di figura Tina Garabedian e il fondista Mikayel Mikayelyan.

## Delegazione
| Sport                 | Uomini | Donne | Totale |
| --------------------- | ------ | ----- | ------ |
| Pattinaggio di figura | 1      | 1     | 2      |
| Sci alpino            | 1      | -     | 1      |
| Sci di fondo          | 1      | 2     | 3      |
| Totale                | 3      | 3     | 6      |

## Risultati

### Pattinaggio di figura
| Gara  | Atleta                                 | Programma corto | Programma corto | Programma libero | Programma libero | Totale | Totale    |
| Gara  | Atleta                                 | Punti           | Posizione       | Punti            | Posizione        | Punti  | Posizione |
| ----- | -------------------------------------- | --------------- | --------------- | ---------------- | ---------------- | ------ | --------- |
| Danza | Tina Garabedian / Simon Proulx-Sénécal | 65,87           | 19ª Q           | 101,16           | 16ª              | 167,03 | 18ª       |

### Sci alpino
| Atleta               | Evento                  | Tempo     | Tempo     | Tempo  | Posizione |
| Atleta               | Evento                  | 1ª manche | 2ª manche | Totale | Posizione |
| -------------------- | ----------------------- | --------- | --------- | ------ | --------- |
| Harutyun Harutyunyan | Slalom gigante maschile | DNS       | DNS       | DNS    | DNS       |

### Sci di fondo
Distanza
| Atleta             | Evento             | Tecnica classica | Tecnica classica | Tecnica libera | Tecnica libera | Totale    | Totale   | Totale    |
| Atleta             | Evento             | Tempo            | Posizione        | Tempo          | Posizione      | Tempo     | Distacco | Posizione |
| ------------------ | ------------------ | ---------------- | ---------------- | -------------- | -------------- | --------- | -------- | --------- |
| Mikayel Mikayelyan | 15 km maschile     | N.D.             | N.D.             | N.D.           | N.D.           | 43'09"1   | +5'14"3  | 61º       |
| Mikayel Mikayelyan | Skiathlon maschile | 42'09"7          | 37º              | 43'08"5        | 47º            | 1h25'53"7 | +9'43"9  | 47º       |
| Katya Galstyan     | 10 km femminile    | N.D.             | N.D.             | N.D.           | N.D.           | 34'37"5   | +6'31"2  | 74ª       |
| Angelina Muradyan  | 10 km femminile    | N.D.             | N.D.             | N.D.           | N.D.           | 39'43"4   | +11'37"1 | 94ª       |

Sprint
| Atleta         | Evento           | Qualificazioni | Qualificazioni | Quarti di finale | Quarti di finale | Semifinali      | Semifinali      | Finale          | Finale          |
| Atleta         | Evento           | Tempo          | Pos.           | Tempo            | Pos.             | Tempo           | Pos.            | Tempo           | Pos.            |
| -------------- | ---------------- | -------------- | -------------- | ---------------- | ---------------- | --------------- | --------------- | --------------- | --------------- |
| Katya Galstyan | Sprint femminile | 4'00"48        | 80ª            | Non qualificata  | Non qualificata  | Non qualificata | Non qualificata | Non qualificata | Non qualificata |